# Eugen Flegler
Eugen Flegler (* 23. Juni 1897 in Bensheim; † 29. Dezember 1981 in Aachen) war ein deutscher Elektrotechniker und Hochschullehrer an der RWTH Aachen. 

## Leben
Als Sohn des Theologen und Pädagogen Wilhelm Flegler studierte Flegler von 1919 bis 1923 Elektrotechnik an der Technischen Hochschule Darmstadt.
Als erster Assistent von Walter Rogowski entwickelte er mit diesem und Walter Grösser einen Kathodenstrahloszillographen, mit dem 1925 erstmals eine Wanderwelle aufgezeichnet wurde. In seiner Doktorarbeit zum Dr.-Ing. konnte er die Elektronenstrahl-Ablenkung mit einer zweiten Spule zwischen Kathode und Anodenblende weiter erhöhen.
Als Hochschullehrer wirkte er an einer Reihe Technischer Hochschulen im In- und Ausland. Zunächst von 1931 bis 1936 an der TH München; von 1936 bis 1938 war er Professor für Elektrotechnik an der Tongji-Universität in Schanghai. Von 1941 bis 1945 lehrte er an der TH Prag, bevor er zum 1. Februar 1948 an die RWTH Aachen berufen wurde. In der Fakultät für Elektrotechnik übertrug man ihm das Lehrgebiet allgemeine und theoretische Elektrotechnik. Hier wirkte er bis zu seiner Emeritierung und leitete zwischenzeitlich die Hochschule als Nachfolger von Robert Schwarz von 1954 bis 1956 als deren Rektor.
„In Anerkennung seiner großen Verdienste, die er sich als langjähriger und unermüdlicher Mitarbeiter in der akademischen Selbstverwaltung um die Rheinisch Westfälische Technische Hochschule Aachen erworben hat“, wurde Flegler am 15. Oktober 1965 zum Ehrensenator der RWTH ernannt und erhielt darüber hinaus am 6. Oktober 1967 die Hochschulplakette in Gold. 1977 wurde er mit dem Großen Verdienstkreuz der Bundesrepublik Deutschland ausgezeichnet.

## Veröffentlichungen (Auswahl)
- Die Wirkungsweise von Überspannungs-Schutzvorrichtungen nach Untersuchungen mit dem Kathodenoszillographen; 1928
- Grundgebiete der Elektrotechnik; Heidelberg, Carl Winter Universitätsverlag, 1948
- mit Abraham Esau: Ortung mit elektrischen und Ultraschallwellen in Technik und Natur; 1953
- mit Hans Fritz Schwenkhagen (1900–1958): Untersuchung elektrischer Aufladungserscheinungen in der Atmosphäre; 1965
- Probleme des elektrischen Durchschlags; Köln/Opladen, Westdeutscher Verl.; 1969
- Untersuchungen oxydischer Ferromagnet-Werkstoffe
- Einführung in die Hochspannungtechnik ; Karlsruhe, Verlag G. Braun, 1964